# 大戸嵜岩枩
大戸嵜 岩枩（おおとざき いわまつ、1866年8月10日（慶應2年7月1日） - 1928年12月28日）は、現在の秋田県大曲市出身で待乳山部屋、尾車部屋、陣幕部屋(大坂相撲)に所属した力士。本名は高橋 岩松。167cm、86kg。最高位は東前頭2枚目（大阪相撲）。6代松ヶ根。

## 経歴
1888年5月初土俵、1892年6月十両昇進。1893年5月に入幕を果たしたが脱走し、1896年から1899年までは大坂相撲に参加した。1900年1月に西前頭15枚目格で復帰する。そして1914年1月、実に47歳で引退した。江戸時代の生まれで、両国国技館で十両の土俵をつとめた力士のひとりである。その後は松ヶ根を襲名したが、1926年1月に廃業した。

## 成績
- 幕内23場所62勝96敗41休31分預

## 改名
大戸嵜→四ツ車→大戸嵜